# Jonon Bobokalonova
Jonon Karimovna Bobokalonova (Tajik: Ҷонон Каримовна Бобокалонова) (13 de setembro de 1929 - 17 de junho de 2005) foi um escritor tadjique, crítico literário e acadêmico da era soviética. Às vezes, o nome dela é Jon Karim.

## Biografia
Bobokalonova nasceu em uma família da classe trabalhadora na vila de Pulodon em Konibodom. Ela se formou no Instituto Pedagógico de Dushanbe em 1949. Nesse mesmo ano, ela ocupou um cargo na Escola Secundária Sadriddin Ayni, na mesma cidade, ensinando língua e literatura tadjique. Ao mesmo tempo, tornou-se chefe de um dos departamentos da revista infantil Piyanir. Ela continuou seus estudos no instituto pedagógico, realizando pesquisas de pós-graduação de 1950 a 1951.
Em 1954, voltou mais uma vez ao Instituto para ensinar literatura tadjique, com ênfase em obras para crianças, no Departamento de Literatura Tadjique. Em 1958, tornou-se membro do Partido Comunista da União Soviética. No mesmo ano, ela defendeu sua tese, sobre os trabalhos infantis de Mirsaid Mirshakar na Faculdade de Estudos Orientais da Academia de Artes de Leningrado, marcando a primeira vez que um trabalho acadêmico foi escrito na literatura infantil tadjique. Mais tarde, tornou-se diretora de literatura tadjique no Instituto Pedagógico. Ela recebeu um doutorado em filologia em 1983, sendo nomeada professora dois anos depois.
Bobokalonova foi uma das primeiras críticas literárias a se preocupar com a literatura do Tajiquistão para crianças. Durante sua carreira, ela também desenvolveu um interesse no trabalho de outros escritores de literatura infantil de várias repúblicas soviéticas. Mais tarde em sua carreira, também começou a escrever sobre a história das mulheres. Tornou-se membro da União dos Escritores do Tajiquistão em 1991 e membro dos Jornalistas da União do Tajiquistão em 1995. Recebeu várias medalhas e prêmios durante sua carreira, inclusive sendo nomeada uma figura científica proeminente da República do Tajiquistão em 1994.
Ela participou como editora da publicação de cinco volumes da Collection of Children's Literature, publicada em Dushanbe entre 1979 e 1984, e ajudou na compilação de um livro sobre literatura infantil.